# Соколова, Катержина
Катержина Соколова (чеш. Kateřina Sokolová, 4 апреля 1989, Пршеров, Чехословакия) — чешская фотомодель.

## Биография
В 18 лет победила в конкурсе «Мисс Чехия — 2007» и представляла Чехию на конкурсе «Мисс мира 2007».
Была на обложке июньского номера чешского журнала Playboy от 2008 года.